# Vidova gora
Vidova Gora är ett berg på ön Brač i Adriatiska havet. Med sina 778 m ö.h. är berget det högsta på en kroatisk ö.
Från toppen av berget får man en panoramautsikt mot sydost och mot ön Hvar med flera. Nära berget ligger staden Bol, där den berömda stranden Zlatni Rat ligger, varifrån flera snabbåtar dagligen anländer från Split. På en platå i den norra delen av berget ligger öns enda flygplats belägen, Bračs flygplats. Flygplatsen byggdes under det kroatiska självständighetskriget 1993 då striderna i den närliggande staden Dubrovnik fick turismen att minska. 

### Fotnoter
1. ↑  ”Vidova Gora”. Dalmatianet. Arkiverad från originalet den 23 november 2010. https://web.archive.org/web/20101123053700/http://www.dalmatianet.com/sightseeing-spots/vidova-gora. (engelska)
2. ↑  ”Vidova Gora: Enjoy The Highest Peak Of Brac Island”. Islandbrac. Arkiverad från originalet den 13 april 2009. https://web.archive.org/web/20090413033913/http://islandbrac.net/index.php/english/What-to-see-and-do/txt/Vidova-Gora-Enjoy-The-Highest-Peak-Of-Brac-Island.html. (engelska)